# U23-Weltmeisterschaften im Rudern 2012
Die U23-Weltmeisterschaften im Rudern 2012 fanden vom 11. bis 15. Juli 2012 in Trakai in Litauen statt. Die Wettbewerbe wurden auf dem Galvesee ausgetragen.
Ein Jahr zuvor wurde bereits der Baltic Cup 2011 als Testwettkampf auf dieser Regattastrecke durchgeführt.
Bei den Meisterschaften wurden 21 Wettbewerbe ausgetragen, davon zwölf für Männer und neun für Frauen.
Teilnahmeberechtigt war eine Mannschaft je Wettbewerbsklasse aus allen Mitgliedsverbänden des Weltruderverbandes. Eine Qualifikationsregatta existierte nicht.

## Ausgeschriebene Wettbewerbe
| Männer           | Frauen           |
| ---------------- | ---------------- |
| Einer            | Einer            |
| LGW-Einer        | LGW-Einer        |
| Doppelzweier     | Doppelzweier     |
| LGW-Doppelzweier | LGW-Doppelzweier |
| Doppelvierer     | Doppelvierer     |
| LGW-Doppelvierer | LGW-Doppelvierer |
| Zweier ohne      | Zweier ohne      |
| LGW-Zweier ohne  |                  |
| Vierer ohne      | Vierer ohne      |
| LGW-Vierer ohne  |                  |
| Vierer mit       |                  |
| Achter           | Achter           |

## Ergebnisse
Hier sind die Medaillengewinner aus den A-Finals aufgelistet. Diese waren mit sechs Booten besetzt, die sich über Vor- und Hoffnungsläufe sowie Viertel- und Halbfinals für das Finale qualifizieren mussten. Die Streckenlänge betrug in allen Läufen 2000 Meter.

### Männer
| Bootsklasse                                   | Gold | Gold    | Silber | Silber  | Bronze | Bronze  |
| --------------------------------------------- | --- | ------- | --- | ------- | --- | ------- |
| Einer (BM1x)                                  | Aserbaidschan Aleksandar Aleksandrov | 7:10,59 | Deutschland Hubert Trzybinski | 7:19,12 | Griechenland Dionysios Angelopoulos | 7:24,30 |
| Leichtgewichts-Einer (BLM1x)                  | Griechenland Spyridon Giannaros | 7:13,21 | Deutschland Konstantin Steinhübel | 7:14,24 | Schweiz Luca Fabian | 7:14,66 |
| Doppelzweier (BM2x)                           | Neuseeland Nathan Flannery Hayden Cohen | 6:30,63 | Deutschland Hagen Rothe Stephan Riemekasten | 6:32,00 | Italien Francesco Cardaioli Giuseppe Vicino | 6:35,07 |
| Leichtgewichts-Doppelzweier (BLM2x)           | Österreich Paul Sieber Bernhard Sieber | 6:46,15 | Polen Artur Mikołajczewski Miłosz Jankowski | 6:47,71 | Deutschland Julius Peschel Matthias Arnold | 6:48,09 |
| Doppelvierer (BM4x)                           | Ukraine Andrii Mykhailov Artem Verestiuk Anton Bondarenko Oleksandr Nadtoka                                                                                   | 5:59,68 | Italien Gabriele Cagna Matteo Baluganti Bernardo Miccoli Michele Manzoli                                                                                             | 6:00,87 | Australien Jay Ditmarsch Benjamin Morley Alexander Belonogoff Ryan Edwards                                                                            | 6:01,00 |
| Leichtgewichts-Doppelvierer (BLM4x)           | Italien Claudio Provenzano Francesco Pegoraro Leone Barbaro Matteo Mulas                                                                                      | 6:26,47 | Frankreich Samuel Gaborieau Damien Piqueras Thibault Lecomte Alexandre Jaunet                                                                                        | 6:27,38 | Deutschland Michael Etzkorn Johannes Lange Roman Acht Claas Mertens                                                                                   | 6:30,86 |
| Zweier ohne Steuermann (BM2-)                 | Vereinigtes Königreich Kieren Emery Matthew Tarrant | 6:44,85 | Südafrika David Hunt Vincent Breet | 6:46,34 | Deutschland Paul Heinrich Hannes Ocik | 6:48,81 |
| Leichtgewichts-Zweier ohne Steuermann (BLM2-) | Italien Francesco Schisano Vincenzo Serpico | 7:26,60 | Frankreich Augustin Mouterde Édouard Jonville | 7:28,47 | Deutschland Can Temel Tobias Franzmann | 7:29,61 |
| Vierer ohne Steuermann (BM4-)                 | Deutschland Clemens Ernsting Paul Schröter Nils-Ole Bock Bastian Bechler                                                                                      | 6:25,84 | Australien Owen Symington Joshua Hicks Louis Snelson Timothy Masters                                                                                                 | 6:28,67 | Vereinigtes Königreich Andrew A. Holmes George Rossiter Michael Evans Patrick Lapage                                                                  | 6:29,62 |
| Leichtgewichts-Vierer ohne Steuermann (BLM4-) | Italien Guido Gravina Gianluca Sapino Petru Zaharia Matteo Pinca                                                                                              | 6:15,48 | Spanien Daniel Sigurbjörnsson Benet Jose Gomez-Feria Patricio Rojas Aznar Marc Franquet Montfort                                                                     | 6:18,04 | Frankreich Ludovic Seureau Clément Duret Guillaume Cas Théophile Onfroy                                                                               | 6:19,45 |
| Vierer mit Steuermann (BM4+)                  | Serbien Aleksandar Filipović Jovan Jovanović Igor Lucić Luka Đorđević Mateja Jošić (Stm.)                                                                     | 6:34,13 | Vereinigte Staaten Alexander Kornick Garett Rinden Patrick Marre Maxwell Mannisto Seamus Labrum (Stm.)                                                               | 6:35,42 | Neuseeland Michael Berry Alex Kennedy Axel Dickinson Robert Kells Caleb Shepherd (Stm.)                                                               | 6:37,87 |
| Achter (BM8+)                                 | Vereinigte Staaten James Voter Robert Munn Gardner Yost Ambrose Puttmann Ryan Schroeder Alexander Bunkers Thomas Dethlefs Ian Silveira Samuel Ojserkis (Stm.) | 5:47,66 | Deutschland Alexander Thierfelder Arne Schwiethal Peter Kluge Finn Schröder Maximilian Planer Alexander Egler Kay Rückbrodt Felix Wimberger Christoph Dühring (Stm.) | 5:48,22 | Australien Angus Moore Alexander Hill Brendan Murray Matthew Cochran David Watts Alexander Lloyd Spencer Turrin Samuel Hookway Timothy Webster (Stm.) | 5:50,71 |

### Frauen
| Bootsklasse                         | Gold | Gold    | Silber | Silber  | Bronze | Bronze  |
| ----------------------------------- | --- | ------- | --- | ------- | --- | ------- |
| Einer (BW1x)                        | Deutschland Julia Lier | 8:17,11 | Dänemark Rikke Quist | 8:18,96 | Kanada Carling Zeeman | 8:20,76 |
| Leichtgewichts-Einer (BLW1x)        | Belarus Alena Furman | 8:09,34 | Schweden Emma Fredh | 8:19,40 | Zypern Anna Ioannou | 8:22,85 |
| Doppelzweier (BW2x)                 | Österreich Magdalena Lobnig Lisa Farthofer | 7:16,36 | Griechenland Eleni Diamanti Aikaterini Nikolaidou | 7:19,23 | Belarus Jekaterina Schljupskaja Tatjana Kuchta                                                                                                  | 7:21,28 |
| Leichtgewichts-Doppelzweier (BLW2x) | Deutschland Wiebke Hein Nora Wessel | 7:23,26 | Niederlande Elisabeth Woerner Lieve Leijssen | 7:25,63 | Neuseeland Georgia Hammond Sophie MacKenzie | 7:25,69 |
| Doppelvierer (BW4x)                 | Australien Jessica Hall Olympia Aldersey Madeleine Edmunds Rebekah Hooper                                                                                       | 6:56,33 | Deutschland Ulrike Törpsch Judith Sievers Marie-Cathérine Arnold Mareike Adams                                                                       | 6:57,71 | Neuseeland Olivia Loe Genevieve Behrent Lucy Spoors Linda Matthews                                                                              | 7:02,11 |
| Leichtgewichts-Doppelvierer (BLW4x) | Deutschland Judith Anlauf Fabienne Knoke Carolin Franzke Franziska Kreutzer                                                                                     | 7:12,08 | Italien Denise Zacco Cecilia Bellati Eleonora Trivella Elena Coletti                                                                                 | 7:14,09 | Niederlande Marleen van Roessel Johanna van Paassen Nine Douwes Dekker Joanneke Jansen                                                          | 7:29,45 |
| Zweier ohne Steuerfrau (BW2-)       | Neuseeland Kayla Pratt Kelsey Bevan | 8:00,98 | Vereinigtes Königreich Caragh McMurtry Olivia Carnegie-Brown                                                                                         | 8:05,55 | Deutschland Lisa Kemmerer Anne-Sophie Agarius                                                                                                   | 8:21,13 |
| Vierer ohne Steuerfrau (BW4-)       | Kanada Christine Roper Susanne Grainger Cheryl Copson Antje von Seydlitz-Kurzbach                                                                               | 7:11,24 | Australien Charlotte Travers Fiona Albert Katrina Bateman Lucy Stephan                                                                               | 7:15,38 | Russland Tatjana Igorewna Afinogenowa Jelisaweta Wassiljewna Tichanowa Anastassija Wassiljewna Tichanowa Anastassija Sergejewna Schukowa        | 7:16,61 |
| Achter (BW8+)                       | Vereinigte Staaten Emily Walsh Amanda Elmore Taylor Goetzinger Gabrielle Cole Christine Holm Heidi Robbins Madison Culp Kristine O’Brien Kendall Schmidt (Stf.) | 6:25,92 | Deutschland Anne Dietrich Juliane Bosse Mara Kölker Marisa Staelberg Sara Davids Miriam Davids Michaela Schmidt Eileen Wallenhauer Inga Thöne (Stf.) | 6:30,47 | Niederlande Rosa Bas Yvonne Janse Marja Haagsma Jenny De Jong Lies Rustenburg Karien Robbers Monica Lanz Kyra De Vries Evi van der Graaf (Stf.) | 6:31,42 |

## Medaillenspiegel
| Platz | Land                   | Gold | Silber | Bronze | Gesamt |
| ----- | ---------------------- | ---- | ------ | ------ | ------ |
| 1     | Deutschland            | 4    | 6      | 5      | 15     |
| 2     | Italien                | 3    | 2      | 1      | 6      |
| 3     | Vereinigte Staaten     | 2    | 1      |        | 3      |
| 4     | Neuseeland             | 2    |        | 3      | 5      |
| 5     | Österreich             | 2    |        |        | 2      |
| 6     | Australien             | 1    | 2      | 2      | 5      |
| 7     | Griechenland           | 1    | 1      | 1      | 3      |
| 7     | Vereinigtes Königreich | 1    | 1      | 1      | 3      |
| 9     | Kanada                 | 1    |        | 1      | 2      |
| 9     | Belarus                | 1    |        | 1      | 2      |
| 11    | Aserbaidschan          | 1    |        |        | 1      |
| 11    | Serbien                | 1    |        |        | 1      |
| 11    | Ukraine                | 1    |        |        | 1      |
| 14    | Frankreich             |      | 2      | 1      | 3      |
| 15    | Niederlande            |      | 1      | 2      | 3      |
| 16    | Dänemark               |      | 1      |        | 1      |
| 16    | Polen                  |      | 1      |        | 1      |
| 16    | Schweden               |      | 1      |        | 1      |
| 16    | Spanien                |      | 1      |        | 1      |
| 16    | Südafrika              |      | 1      |        | 1      |
| 21    | Russland               |      |        | 1      | 1      |
| 21    | Schweiz                |      |        | 1      | 1      |
| 21    | Zypern                 |      |        | 1      | 1      |
| Summe | Summe                  | 21   | 21     | 21     | 63     |